# Gb 2/2
Als Gb 2/2 wird eine Kleinserie rumänischer Großraumstraßenbahntriebwagen bezeichnet. Sie standen ausschließlich bei der Straßenbahn Timișoara im Einsatz. Die sieben normalspurigen Vierachser mit den Betriebsnummern 201 bis 207 entstanden nach dem Zweiten Weltkrieg in Eigenregie des örtlichen Verkehrsunternehmens Întreprinderea Electromecanică Timişoara (I.E.T.) – das ab 1948 als Întreprinderea de Transport Timișoara (I.T.T.) und ab 1949 schließlich als Întreprinderea de Transport, Apă și Salubritate (I.T.A.S.) firmierte. Sie waren bis Mitte der 1970er Jahre in Betrieb. Ab 1964 trugen sie dabei die Typenbezeichnung T.7, in Anlehnung an die – teilweise von der US-amerikanischen Pullman Palace Car Company produzierten – PCC-Wagen wurden sie außerdem als Typ Pullman bezeichnet.
Der Gb 2/2 basierte mit seiner starken Verjüngung an Front und Heck auf dem Konzept des Dresdner Hechtwagens. Konstruktiv und optisch ähnelte er hingegen stark dem sogenannten Schweizer Standardwagen, der ab 1940 in der Schweiz eine weite Verbreitung fand. Ob es sich um einen offiziellen Lizenznachbau handelt, ist nicht überliefert.

## Bau und Inbetriebnahme
Der Typ Gb 2/2 wurde ab 1946 projektiert und leitete die Modernisierung der Straßenbahn Timișoara ein. Diese kannte bis dahin – abgesehen von einem vierachsigen Sprengtriebwagen – nur Zweiachser. Dabei mussten noch in den Jahren 1942 und 1943 kriegsbedingt neue Zweiachser des Typs Typ FII – nach längst veralteten Plänen von 1927 – neu in Betrieb genommen werden. Mit der Entscheidung für neue Vierachser war letztlich auch die noch vor dem Zweiten Weltkrieg geplante Komplettumstellung auf Trolleybusbetrieb endgültig vom Tisch. Als Konstrukteur der neuen Wagen gilt der damalige Direktor der I.E.T., Dr. Ing. Corneliu Micloși (* 1887; † 1963), der den Verkehrsbetrieb von 1920 bis 1949 leitete. Die Typenbezeichnung setzte sich wie folgt zusammen:
| G   | Fortlaufende Buchstabenvergabe gemäß dem in den 1920er Jahren eingeführten alphabetischen Bezeichnungssystem der Zweiachser in Timișoara (Typen A, AII, B, C, CII, D, DII, E, F und FII) |
| b   | Drehgestellfahrzeug – b ist die Abkürzung für boghiu(ri), rumänisch für Drehgestell(e)                                                                                                   |
| 2/2 | Fahrzeug mit zwei Drehgestellen mit jeweils zwei angetriebenen Achsen – das heißt ein Fahrmotor je Achse, zwei Fahrmotoren je Drehgestell und vier Fahrmotoren insgesamt.                |

1947 begann die Straßenbahngesellschaft schließlich mit dem Bau der ersten beiden Wagen und stellte sie im Laufe des Jahres 1948 weitgehend fertig. In jenem Jahr ging die neue Nebenlinie in die Ronaț in Betrieb. Auf ihr konnten die neuen Wagen zwar nicht eingesetzt werden, hätten aber auf den Hauptlinien ältere Wagen freigesetzt. Jedoch konnte das Reșițaer Stahlwerk die benötigten Achsen nachkriegsbedingt erst später liefern, womit sich die Fertigstellung entsprechend verzögerte. Zwischenzeitlich war eine Inbetriebnahme zum Tag der Arbeit am 1. Mai 1949 geplant, die aber ebenfalls scheiterte. Erst mit Hilfe einer Intervention des Parteikomitees im Kreis Timiș gelang es, das Stahlwerk zur Produktion zu zwingen. Die feierliche Indienststellung der ersten zwei Exemplare erfolgte letztlich exakt ein weiteres Jahr später, am 1. Mai 1950. Die neuen Wagen durften an jenem Tag kostenlos benutzt werden. Insgesamt produzierte die Timișoaraer Werkstatt bis 1954 schließlich sieben Exemplare im Eigenbau:
| 1948: | 201 und 202 |
| 1950: | 203         |
| 1952: | 204 und 205 |
| 1953: | 206         |
| 1954: | 207         |

Die Gb 2/2 waren die ersten modernen vierachsigen Drehgestell-Großraumwagen Rumäniens, gleichzeitig waren sie auch die ersten Stahlaufbauwagen des Landes. Die insgesamt 37 in den betriebseigenen Werkstätten der Straßenbahn Bukarest produzierten Großraumwagen des Typs V951 entstanden hingegen erst ab 1951.
Neben der vollständig verschweißten Komplettstahlbauweise und dem Sécheron-Federantrieb ebenfalls fortschrittlich für Rumänien war das von den Peter-Witt- beziehungsweise PCC-Wagen bekannte Prinzip des Fahrgastflusses. Der Einstieg erfolgte dabei ausschließlich an der vierflügeligen Türe hinten – wo sich der Schaffnersitz befand – der Ausstieg hingegen an den beiden zweiflügeligen Türen in der Mitte und vorne. Für Timișoara neuartig waren darüber hinaus die gepolsterten Sitze, die zudem alle in Fahrtrichtung angeordnet waren, zuvor kannte man in diesem Betrieb nur Holzzsitze. Dieses Komfortmerkmal brachte den Fahrzeugen letztlich auch den Beinamen Pullman ein. Eine weitere Innovation waren die beleuchtbaren Zielschildkästen dieser Baureihe.
Ende 1953 – nach der Fertigstellung des Wagens 206 – entschied die Regierung in Bukarest, den Bau von Großraumstraßenbahnen ab 1954 bei der Lokomotivfabrik Electroputere in Craiova zu zentralisieren, so dass ab 1955 auch Timișoara Wagen des Typs V954 von dort bezog. Der örtlichen Werkstätte wurde hingegen die weitere Herstellung neuer Straßenbahnwagen vorübergehend untersagt, nichtsdestotrotz stellte man im Laufe des Jahres 1954 noch den Wagen 207 in Dienst. Ursprünglich sollte dieser schon zum 7. November 1953 – anlässlich des 36. Jahrestags der Oktoberrevolution von 1917 – zusammen mit dem Wagen Nummer 206 fertiggestellt werden. Jedoch wurde seine Inbetriebnahme zurückgestellt, bis die neu entstandene Situation endgültig mit den zuständigen Behörden abgeklärt werden konnte.
In Folge des Verbots der Herstellung von Neufahrzeugen konzentrierte sich die Straßenbahngesellschaft in den Folgejahren schließlich auf die Rekonstruktion von Vorkriegs-Zweiachsern mit Holzaufbau. Diese wurden ab 1958 zu Stahlwagen der Baureihe Pionier umgebaut und ähnelten optisch weitgehend dem Gb 2/2. Allerdings hatte die etwas kürzere Fahrgastkabine der Pionier-Wagen nur fünf statt sieben Seitenfenster.

## Einsatz und Umbauten
Weil das Netz der Straßenbahn Timișoara in den 1950er Jahren noch überwiegend auf den Zweirichtungsverkehr ausgelegt war, konnten die Gb 2/2 anfangs nur auf der Linie 2 – die 1962 in Linie 1 umbenannt wurde – sowie der Ringlinie 6 eingesetzt werden. Erstere wurde 1949 eigens im Hinblick auf die Inbetriebnahme der neuen Wagen mit Wendeschleifen ausgestattet. Hiermit wurde dem Gb 2/2 ein adäquates Einsatzgebiet geschaffen, da die Linie 6 damals noch mit zweiachsigen Solowagen bedient wurde und keine größeren Einheiten benötigte. Erst ab Mitte der 1950er Jahre gelangten die Gb 2/2 auch auf die Linie 6, als diese sukzessive auf längere Einheiten umgestellt wurde.
Im Oktober 1959 kam schließlich durch die Einrichtung einer zweiten Ringlinie – der Linie 5, die 1962 in Linie 7 umbenannt wurde – eine dritte Einsatzstrecke hinzu. Der Ringschluss im Stadtbezirk Fabric ermöglichte schließlich ab Ende 1959 auch den Einsatz auf der Linie 3, die 1962 in Linie 2 umbenannt wurde. Nachdem jedoch der Ringverkehr auf der Linie 7 infolge der Stilllegung der Strecke durch die damalige Calea Șagului 1969 wieder unterbrochen worden war, entfiel die Linie 7 nach zehn Jahren wieder als Einsatzgebiet.

## Modernisierung ab 1966
1966 begann die damalige Întreprinderea de Transport Timișoara damit, parallel zu den etwas jüngeren V954, auch die Gb 2/2 zu modernisieren. Sie erhielten damals eine Druckluftbremse sowie Wagenschürzen nachgerüstet. Außerdem wurden die hölzernen Klapptüren gegen stählerne Klappfalttüren ausgetauscht, auch die beiden schmaleren Ausstiege erhielten dabei vierflügelige Türen.
Zunächst wurden die drei Wagen 204 und 206 (jeweils 1966) sowie 205 (1967) umgebaut, sie erhielten im Zuge der Modernisierung zusätzlich zu den oben genannten Umbauten neue Fenster mit Gummiwulsteinfassung sowie eine neue Linienzielanzeige. Nach 1969 folgten außerdem noch die Wagen 201 und 203, die aber ihre ursprünglichen Fenster sowie die alte Linienzielanzeige behielten. Ob die Wagen 202 und 207 später ebenfalls entsprechend adaptiert wurden, ist nicht überliefert.
Mit den neuen Druckluftbremsen konnten die Gb 2/2, die zunächst nur solo im Einsatz waren, außerdem erstmals zusammen mit Beiwagen eingesetzt werden. Hierbei fanden zum einen die von der Bukarester Hauptwerkstätte stammenden V12-Beiwagen, zum anderen die ebenfalls vor Ort entstandenen R.1-Beiwagen Verwendung.

## Verbleib
Mitte der 1970er Jahre wurden die Gb 2/2 schließlich durch die ebenfalls in Timișoara produzierte Großserie Timiș 2 ersetzt. Während am 9. März 1974 noch mindestens die vier Wagen 201, 204, 205 und 206 in Betrieb standen, war einige Monate später „nur noch der Wagen 202 in den Frühstunden im Einsatz“. Für 1975 ist überliefert, dass „hin- und wieder noch ein Wagen der Serie 201-207 fuhr“, so zum Beispiel am 23. Juli 1975 Wagen 203 auf Linie 1. Im Stadtverkehr 1-1981 wird schließlich vermeldet, dass alle sieben Gb 2/2 endgültig außer Betrieb seien. Vom Typ Gb 2/2 blieb kein Exemplar erhalten.

## Gleichartige Fahrzeuge in Arad
Ab dem Jahr 1952 produzierte auch die Astra Automobil- und Waggonfabrik aus Arad für die meterspurige Straßenbahn Arad vierachsige Großraumstraßenbahnen nach dem Vorbild des Timișoaraer Typs Gb 2/2. Es entstanden somit insgesamt zwölf weitere Fahrzeuge dieser Art. Sie erhielten die Betriebsnummern 2 und 16 bis 26, der erste von ihnen wurde im Mai 1953 in Dienst gestellt. Auch in Arad wurden die Großraumwagen als Typ Pullman bezeichnet, die offizielle Typenbezeichnung ist nicht überliefert. In den Jahren 1961 bis 1964 wurden für die Arader Triebwagen gebrauchte V08-Beiwagen aus Bukarest beschafft, sie zogen dabei teilweise auch zwei dieser Anhänger. Die Arader Pullman-Triebwagen waren bis in die 1970er Jahre im Einsatz, auch von ihnen blieb keiner erhalten.